# ميراندا لي ريتشاردز
ميراندا لي ريتشاردز (بالإنجليزية: Miranda Lee Richards)‏ هي مغنية وملحنة ومغنية مؤلفة أمريكية، ولدت في 4 أبريل 1975 في سان فرانسيسكو في الولايات المتحدة.

## وصلات خارجية
- ميراندا لي ريتشاردز على موقع IMDb (الإنجليزية)
- ميراندا لي ريتشاردز على موقع ميوزك برينز (الإنجليزية)
- ميراندا لي ريتشاردز على موقع أول ميوزيك (الإنجليزية)
- ميراندا لي ريتشاردز على موقع ديسكوغز (الإنجليزية)